# Jean-François Millet
Jean-François Millet (4 tháng 10 năm 1814 – 20 tháng 1 năm 1875) là một họa sĩ người Pháp, một trong những thành lập nên trường phái Barbizon. Những bức tranh của ông thường miêu tả những người nông dân trên đồng ruộng. Jean-François Millet thường được xếp vào trường phái hiện thực, nhưng đôi khi cũng thuộc trường phái tự nhiên.